# Estnische Badmintonmeisterschaft 1993
Die Estnische Badmintonmeisterschaft 1993 fand im April 1993 in Tallinn statt. Es war die 29. Austragung der Titelkämpfe.

## Medaillengewinner
| Disziplin    | Gold                                                             | Silber                                                      | Bronze                                                         |
| ------------ | ---------------------------------------------------------------- | ----------------------------------------------------------- | -------------------------------------------------------------- |
| Herreneinzel | Heiki Sorge, Tartu Vanalinna SpK                                 | Meelis Maiste, SPK Saku Sulg                                | Raul Tikk, Tartu Vanalinna SpK                                 |
| Dameneinzel  | Terje Lall, Tartu Vanalinna SpK                                  | Kairi Viilup, Tartu Vanalinna SpK                           | Kristi Koppel, Tallinn                                         |
| Herrendoppel | Raul Tikk Einar Veede, Tartu Vanalinna SpK                       | Tanel Talts Taimar Talts, SPK Saku Sulg                     | Meelis Maiste Heiki Sorge, SPK Saku Sulg / Tartu Vanalinna SpK |
| Damendoppel  | Liia Dubkovskaja Marju Velga, Tartu Vanalinna SpK / Tallinna NSK | Kairi Viilup Mari Tomingas, Tartu Vanalinna SpK             | Katrin Aru Mare Pedanik, Tallinna NSK                          |
| Mixed        | Andres Ojamaa Kairi Viilup, Tartu Vanalinna SpK                  | Einar Veede Marju Velga, Tartu Vanalinna SpK / Tallinna NSK | Raul Tikk Liia Dubkovskaja, Tartu Vanalinna SpK                |